# Ailsa Craig
Ailsa Craig (skotsk gælisk: Creag Ealasaid) er en 0,99 km² stor ubeboet ø ca. 16 km vest for Skotlands vestkyst. Øen med den karakteristiske runde form er af vulkansk oprindelse og hæver sig op til en højde af 338 meter.
Der er et fyr på øen, som ikke har været beboet siden fyret blev automatiseret i 1990. Ailsa Craig er blandt andet kendt for den specielle sten Ailsitt. Selskabet Kays of Scotland producerede to typer granit fra til fremstilling af curlingstenene Blå Hone og Ailsa Craig Common Green. Selskabet har udvundet Ailsitt siden 1851, senest i 2013, hvor der blev hentet 2.000 tons, tilstrækkeligt til at dække behovet frem til omkring 2020. 

Øen er et naturreservat og har kolonier, blandt andet med suler og lunder.
Firbenarten Stålorm med det latinske navn Anguis fragilis lever på øen. Rotter var ved at udrydde de rugende søfugle. Efter en  lang kampagne, blev rotterne udryddet i 1991. Øen er et naturreservat og har ynglekolonier, blandt andet med suler og lunder.

## Historie
Det 12 meter høje borgtårn på den østlige side af øen blev bygget i slutningen af 1500-tallet af jarl Thomas Hamilton. Borgen var et tilflugtssted for katolikker under den skotske reformation.  1597 besatte katolikken Hugh Barclay af Ladyland Ailsa Craig, for at bruge øen som et sikkert sted for de skotske katolikker. Hugh Barclays ophold på øen blev opdaget af en protestantisk præst. Under flugten fra præsten og hans atten mænd, døde Barclay. I det 18 og 19. århundrede blev øen brugt som fængsel. 
- Ailsa Craig set fra øst
- Basaltsøjleformationer på øens sydvestside.
- Strukturer ved det gamle old Ailsa Granite Company's anlæg
- Summit ridge (338 m).
- Borgruinen og fyrtårnet

- Wikimedia Commons har flere filer relateret til Ailsa Craig

55°15′07″N 5°06′59″V / 55.2519°N 5.1164°V